# Schlacht von Bennington
Ticonderoga – Hubbardton – Fort Ann – Oriskany – Bennington – Saratoga (Freemans Farm – Bemis Heights) – Fort Clinton und Fort Montgomery
Die Schlacht von Bennington am 16. August 1777 war ein wichtiges Ereignis während des Amerikanischen Unabhängigkeitskrieges, in der britische Streitkräfte durch amerikanische Truppen geschlagen wurden. Wie bei vielen Schlachten wurde auch die Schlacht von Bennington nicht bei ihrem Namensgeber Bennington (Vermont) ausgetragen, sondern in diesem Fall ein paar Kilometer jenseits der Grenze im Staat New York.
Der britische General John Burgoyne versuchte im Zuge seines Saratoga-Feldzugs, durch das nördliche Hudson-River-Tal nach Albany vorzudringen. Nach mehreren britischen Siegen in Hubbardton und Fort Ticonderoga war es Burgoynes Plan, die amerikanischen Kräfte in diesem Gebiet zu besiegen und dann von Albany aus weiter nach Süden zu ziehen, um die amerikanischen Kolonien in zwei Teile zu spalten.
Ende Juli hatte sich Burgoynes Vorrücken nach Albany bis zum Schneckentempo verlangsamt, und seine Armeevorräte begannen zu schwinden. Burgoyne sandte von Fort Miller aus eine Einheit von 800 Männern unter dem Kommando des deutschen Oberstleutnants Friedrich Baum in das rund 60 km entfernte Bennington, um das dortige Vorratsdepot zu überfallen und falls möglich Pferde für seine abgesessen kämpfenden Dragoner zu erbeuten. Nach den Schätzungen der Briten wurde das Depot von weniger als 400 Mann der Vermont-Miliz bewacht. Baums Truppen bestanden zur Hälfte aus deutschen und britischen Regulären und zur anderen Hälfte aus lokalen Loyalisten, Kanadiern und Indianern.
Am 13. August hörte Baum auf dem Weg nach Bennington vom Eintreffen von 1.500 Mann starken Milizen aus New Hampshire unter dem Kommando von General John Stark in diesem Gebiet. Baum befahl seiner Streitkraft am Walloomsac River, 6 km westlich von Bennington anzuhalten. Nachdem er die Bitte um Verstärkung nach Fort Miller gesandt hatte, nutzte Baum die Vorzüge des Terrains aus und stationierte seine Kräfte auf erhöhtem Grund. In strömendem Regen gruben sich Baums Männer ein und hofften, dass das Wetter die Amerikaner davon abhalten würde sie anzugreifen, ehe die Verstärkung eingetroffen wäre. Nur wenige Kilometer entfernt entschied Stark, Baums Stellungen auszukundschaften und zu warten, bis das Wetter sich aufgeklart hätte.
Am Nachmittag des 16. August klarte das Wetter auf und Stark befahl seinen Männern, sich für den Angriff fertig zu machen. Von Stark wird berichtet, dass er seine Männer mit den Worten anfeuerte: „Sie sind eure Feinde, die Rotröcke und die Tories. Sie gehören uns oder Molly Stark schläft heute Nacht als Witwe.“
Als er hörte, dass sich die Milizen in die Wälder begeben hätten, nahm Oberstleutnant Baum an, dass sich die Amerikaner zurückzögen oder woanders neu aufstellten. Stark jedoch hatte erkannt, dass Baums Streitkräfte ihm zahlenmäßig unterlegen waren, und entschied sofort, sie von zwei Seiten einzukreisen, während gleichzeitig Baums zentrale Verteidigung angegriffen wurde. Starks Plan gelang, und nach kurzem Kampf an Baums Flanken flohen Loyalisten und Indianer. Baum und seine deutschen Dragoner blieben eingekreist auf ihrer Höhe zurück. Die Deutschen kämpften tapfer, auch als ihnen das Pulver ausging. Die Dragoner unternahmen einen Angriff mit blankem Säbel und versuchten durch die sie umgebenden Streitkräfte zu brechen. Nachdem dieser letzte Angriff jedoch misslungen und Baum tödlich verwundet war, ergaben sich die Deutschen.
Kurz nach dem Ende dieser Schlacht traf, während die New-Hampshire-Miliz die deutschen Truppen entwaffnete, Baums Verstärkung von etwa 500 Mann ein. Diese stand unter dem Kommando von Oberstleutnant Heinrich von Breymann, der die Amerikaner in Unordnung sah und sofort angreifen ließ. Die Amerikaner stellten sich hastig neu auf und Starks Streitkräfte versuchten, die Stellung gegen den deutschen Ansturm zu halten. Zum Glück für die New-Hampshire-Miliz trafen, bevor ihre Reihen durchbrochen wurden, mehrere hundert Vermont-Milizionäre ein, um Starks Truppen zu verstärken. Die Green Mountain Boys, kommandiert von Seth Warner, waren gerade in der Schlacht von Hubbardton von britischen Verstärkungstruppen besiegt worden und begierig, sich am Feind zu rächen. Zusammen wehrten die New-Hampshire- und die Vermont-Miliz die Streitkräfte von Breymanns ab und besiegten sie letztendlich.
Die britischen und deutschen Gesamtverluste bei Bennington wurden mit 200 Toten und 700 Gefangenen beziffert, gegenüber 40 toten und 30 verwundeten Amerikanern. Starks Entscheidung, die angreifende Partei abzufangen und zu vernichten, bevor sie Bennington erreichen konnte, war ein ausschlaggebender Faktor für Burgoynes schließliche Kapitulation, weil sie seiner Armee den Nachschub entzog. Der amerikanische Sieg von Bennington stählte außerdem die Rebellen und beschleunigte die Kriegsbeteiligung Frankreichs.
Das Schlachtfeld ist heute als Bennington Battlefield State Historic Site zugänglich. 1891 wurde in Bennington das Bennington Battle Monument eingeweiht. Der 16. August wird in Vermont als „Bennington Battle Day“ als offizieller Feiertag begangen.